# Серра, Федерико
Федерико Эмилио Серра (итал. Federico Emilio Serra; род. 28 мая 1994, Сассари, Сардиния, Италия) — итальянский боксёр-любитель, выступающий в наилегчайшей и в легчайшей весовых категориях. Выступает за сборную Италии по боксу, двукратный бронзовый призёр Европейских игр (2019, 2023), бронзовый призёр чемпионата Европы (2022), бронзовый призёр чемпионата ЕС (2018), чемпион Средиземноморских игр (2022), многократный победитель и призёр международных и национальных турниров в любителях.

## Биография
Федерико Эмилио Серра родился 28 мая 1994 года в городе Сассари, на острове Сардиния, в Италии.

## Любительская карьера
В мае 2022 года, в Ереване (Армения) стал бронзовым призёром на чемпионате Европы, в весе до 51 кг, где он в полуфинале раздельным решением судей (2:3) проиграл англичанину Кирану Макдональду, — который в итоге стал серебряным призёром чемпионата Европы 2022 года.
В марте 2024 года, в городе Бусто-Арсицио (Италия) участвовал в 1-м мировом Олимпийском квалификационном турнире, где он в весе до 51 кг, в 1/32 финала по очкам со счётом 1:4 проиграл опытному филиппинскому боксёру Рохену Ладону, и не смог завоевать лицензию для участия в Парижской Олимпиаде-2024.